# Nitroglycerin
Nitroglycerin (NG), còn được gọi là nitroglycerine, trinitroglycerin (TNG), nitro, glyceryl trinitrate (GTN), hoặc 1,2,3-trinitroxypropane, là một chất lỏng đặc, không màu, như dầu, gây nổ phổ biến nhất được sản xuất bằng cách nitrat hóa glycerol với axit nitric bốc khói màu trắng trong điều kiện thích hợp với sự hình thành ester của axit nitric. Về mặt hóa học, chất này là một hợp chất nitrat hữu cơ chứ không phải là hợp chất nitro, nhưng tên truyền thống thường được giữ lại. Được phát minh vào năm 1847, nitroglycerin đã được sử dụng từ khi còn là một hoạt chất trong sản xuất thuốc nổ, chủ yếu là thuốc nổ và do đó nó được sử dụng trong các ngành công nghiệp xây dựng, phá hủy và khai thác mỏ. Từ những năm 1880, nó đã được quân đội sử dụng như một hoạt chất, và một chất hồ hóa cho nitrocellulose, trong một số chất đẩy rắn, như cordite và ballistite.
Nitroglycerin là thành phần chính trong thuốc súng không khói dựa trên cơ sở kép được sử dụng bởi các súng nạp lại đạn. Kết hợp với nitrocellulose, hàng trăm tổ hợp bột được sử dụng bởi súng trường, súng lục và súng nạp đạn.
Trong y học trong hơn 130 năm, nitroglycerin đã được sử dụng như một thuốc giãn mạch mạnh mẽ (giãn hệ thống mạch máu) để điều trị các bệnh về tim, như đau thắt ngực và suy tim mạn tính. Mặc dù trước đây người ta đã biết rằng những tác dụng có lợi này là do nitroglycerin được chuyển đổi thành oxit nitric, một chất khử tĩnh mạch mạnh, enzyme cho sự chuyển đổi này không được phát hiện là aldehyd dehydrogenase (ALDH2) cho đến năm 2002. Nitroglycerin có sẵn ở dạng viên ngậm dưới lưỡi, thuốc xịt, thuốc mỡ và miếng dán.

## Lịch sử
Nitroglycerin là chất nổ thực tế đầu tiên được sản xuất mạnh hơn thuốc nổ đen. Nó lần đầu tiên được tổng hợp bởi nhà hóa học người Ý Ascanio Sobrero vào năm 1847, làm việc dưới thời Théophile-Jules Pelouze tại Đại học Turin. Sobrero ban đầu gọi phát hiện của mình là pyroglycerine và cảnh báo mạnh mẽ chống lại việc sử dụng nó như một chất nổ.
Nitroglycerin sau đó đã được Alfred Nobel sử dụng làm chất nổ thương mại, người đã thử nghiệm các cách an toàn hơn để xử lý hợp chất nguy hiểm này sau khi em trai của ông, Emil Oskar Nobel, và một số công nhân nhà máy đã chết trong vụ nổ tại nhà máy vũ khí của Nobels vào năm 1864 tại Heleneborg, Thụy Điển.
Một năm sau, Nobel thành lập Alfred Nobel và Công ty tại Đức và xây dựng một nhà máy bị cô lập trong Krümmel đồi Geesthacht gần Hamburg. Doanh nghiệp này đã xuất khẩu một sự kết hợp lỏng giữa nitroglycerin và thuốc súng gọi là "Dầu nổ", nhưng hỗn hợp này cực kỳ không ổn định và khó xử lý, bằng chứng là trong nhiều thảm họa. Các tòa nhà của nhà máy Krümmel đã bị phá hủy hai lần.
Vào tháng 4 năm 1866, ba thùng nitroglycerin đã được chuyển đến California cho Đường sắt Trung tâm Thái Bình Dương, dự định thử nghiệm nó như một vụ nổ nổ để đẩy nhanh việc xây dựng 1.659 foot (506 m) Đường hầm đỉnh qua dãy núi Sierra Nevada. Một trong những thùng phát nổ, phá hủy một văn phòng công ty Wells Fargo ở San Francisco và giết chết 15 người. Điều này dẫn đến lệnh cấm hoàn toàn việc vận chuyển nitroglycerin lỏng ở California. Do đó, việc sản xuất nitroglycerin tại chỗ là cần thiết cho việc khoan và nổ đá cứng còn lại cần thiết để hoàn thành Đường sắt xuyên lục địa đầu tiên ở Bắc Mỹ.
Vào tháng 6 năm 1869, hai toa xe nặng một tấn chứa nitroglycerin, sau đó được biết đến với tên địa phương là Powder-Oil, phát nổ trên đường tại làng Cwm-Y-Glo ở Bắc Wales. Vụ nổ đã khiến sáu người thiệt mạng, nhiều người bị thương và nhiều thiệt hại cho ngôi làng. Dấu vết nhỏ đã được tìm thấy của hai con ngựa. Chính phủ Anh đã rất hoảng hốt về thiệt hại gây ra và những gì có thể xảy ra ở một thành phố (hai tấn này là một phần của tải trọng lớn hơn đến từ Đức thông qua Liverpool) đến nỗi họ đã sớm thông qua Đạo luật Nitro-Glycerine năm 1869. Nitroglycerin lỏng cũng bị cấm ở nhiều nơi khác, và những hạn chế pháp lý này đã dẫn đến Alfred Nobel và công ty của ông phát triển thuốc nổ vào năm 1867. Điều này đã được thực hiện bằng cách trộn nitroglycerin với đất diatomaceous (" K Dieselguhr " trong tiếng Đức) được tìm thấy ở vùng đồi Krümmel. Các hỗn hợp tương tự, chẳng hạn như "dualine" (1867), "lithofracteur" (1869) và " gelignite " (1875), được hình thành bằng cách trộn nitroglycerin với các chất hấp thụ trơ khác và nhiều công ty đã cố gắng thử trộn chúng để tránh vi phạm Bằng sáng chế của Nobel cho thuốc nổ.
Hỗn hợp thuốc nổ có chứa nitrocellulose, làm tăng độ nhớt của hỗn hợp, thường được gọi là "gelatin".
Sau khi phát hiện ra rằng amyl nitrite giúp giảm đau ngực, bác sĩ William Murrell đã thử nghiệm sử dụng nitroglycerin để làm giảm cơn đau thắt ngực và giảm huyết áp. Ông bắt đầu điều trị cho bệnh nhân của mình với liều nitroglycerin pha loãng vào năm 1878 và phương pháp điều trị này sớm được áp dụng rộng rãi sau khi Murrell công bố kết quả của mình trên tạp chí The Lancet năm 1879. Vài tháng trước khi qua đời vào năm 1896, Alfred Nobel đã được kê đơn nitroglycerin cho bệnh tim này, viết cho một người bạn: "Không phải là trớ trêu cho số phận mà tôi đã được kê đơn nitro-glycerin, phải uống trong nội bộ! Họ gọi nó là Trinitrin, để không khiến nhà hóa học và công chúng sợ hãi. "  Cơ sở y tế cũng sử dụng tên "glyceryl trinitrate" cho cùng một lý do.

### Tỷ lệ sản xuất thời chiến
Một lượng lớn nitroglycerin được sản xuất trong Thế chiến I và Thế chiến II để sử dụng làm nhiên liệu quân sự và trong công việc kỹ thuật quân sự. Trong Thế chiến I, Nhà máy HM, Gretna, nhà máy nhiên liệu lớn nhất ở Anh, đã sản xuất khoảng 800 tấn RDB thân mật mỗi tuần. Số lượng này cần ít nhất 336 tấn nitroglycerin mỗi tuần (giả sử không có thiệt hại trong sản xuất). Hải quân Hoàng gia có nhà máy riêng tại Nhà máy Cordite của Hải quân Hoàng gia, Holton Heath, ở Dorset, Anh. Một nhà máy sản xuất cordite lớn cũng được xây dựng ở Canada trong Thế chiến I. Nhà máy sản xuất cordite Canada Explosives Limited tại Nobel, Ontario, được thiết kế để sản xuất 1.500.000 lb (680 t) cordite mỗi tháng, cần khoảng 286 tấn nitroglycerin mỗi tháng.

## Tính ổn định và việc giảm nhạy nổ
Khi ở dạng nguyên chất, nitroglycerin là một chất nhạy nổ, va đập vật lý có thể làm nó phát nổ. Điều này làm việc vận chuyển và sử dụng rất nguy hiểm. Ở dạng loãng, nitroglycerin là một chất nổ rất hữu dụng, sánh với những chất nổ quân sự mạnh như RDX, PETN (không thể nhồi chặt vào đầu đạn vì nhạy nổ). Nó nổ tốt hơn thuốc nổ dẻo C-4.
Khởi đầu nghiên cứu nitroglycerin, người ta tìm cách làm cho thuốc nổ lỏng bớt nhậy, người ta nhận thấy có thể làm nó ổn định khi làm lạnh xuống 5-10 °C, khi đó, thuốc nổ đông đặc. Tuy nhiên, khi nóng chảy nó lại cực nhậy, đặc biệt khi không sạch hoặc sấy quá nhanh. Điểm này gợi ý cho người ta tìm cách đặt nitrôglyxêrin vào trạng thái ổn định bằng cách trộn thêm 10-30% ethanol, acetone, hoặc dinitrotoluene, ổn định như các chất nổ mạnh hiện tại. Việc làm giảm nhậy yêu cầu các chất phải rất sạch, nếu không chất nổ khó điểm hỏa, khó khăn khi ứng dụng thực tế.
Rất nhiều vấn đề khi sử dụng nitroglycerin do nhiệt độ nóng chảy của nó cao. Khi vận chuyển, người ta làm lạnh nó, nhưng nhiều tai nạn xảy ra khi làm lỏng chất nổ này. Bước tiếp theo người ta trộn chất nổ với các chất làm giảm nhiệt độ chảy, như các polynitrat, ví dụ ethylene glycol dinitrat nóng chảy ở -29 °C. Nitroglycerin có thể dốt cháy như nhiên liệu, nhưng nguy hiểm. Việc tăng áp suất xung quanh khối thuốc đang cháy có thể tạo ra các ứng lực, sóng chấn động nhanh hơn tốc độ âm thanh, các sóng này có thể sắp xếp dẫn đến một điểm nào đó đủ áp suất làm chất nổ phân hủy, phát nổ.

## Kích nổ
Nitroglycerin và bất kỳ chất pha loãng nào chắc chắn có thể gây nổ. Sức mạnh bùng nổ của nitroglycerin bắt nguồn từ sự kích nổ: năng lượng từ sự phân hủy ban đầu gây ra một làn sóng áp lực mạnh làm nổ nhiên liệu xung quanh. Đây là sóng xung kích tự duy trì, truyền qua môi trường nổ với tốc độ gấp 30 lần tốc độ âm thanh khi phân hủy nhiên liệu do áp suất gần như tức thời gây ra thành khí nóng trắng. Sự phát nổ của nitroglycerin tạo ra các khí sẽ chiếm hơn 1.200 lần thể tích ban đầu ở nhiệt độ và áp suất phòng thông thường. Nhiệt giải phóng làm tăng nhiệt độ lên khoảng 5.000 °C (9.000 °F). Điều này hoàn toàn khác với sự nổ thông thường, vốn phụ thuộc vào nhiên liệu có sẵn bất kể áp suất hay sóng xung kích. Sự phân hủy dẫn đến tỷ lệ năng lượng so với các mol khí được giải phóng cao hơn nhiều so với các chất nổ khác, khiến nó trở thành một trong những chất nổ cao nhất gây nổ.

## Điều chế

Tổng hợp nitroglycerin:

Nitroglycerin có thể được điều chế bằng nitrát hóa glycerin. Theo cách này, trộn Axit sulfuric và Axit nitric đặc với glycerin theo tỷ lệ 50%, 40%, 10%. Đầu tiên trộn hai axit trước, rồi làm lạnh đến 10 °C, đặt hỗn hợp trong có nước đá đang tan rồi trộn glycerin từ từ vào. Không được để hỗn hợp phản ứng ở nhiệt độ cao sẽ gây nổ, cũng không được để nhiệt độ quá thấp nếu không phản ứng dừng lại. Khi phản ứng xong, nitroglycerin màu vàng nhạt nổi lên, đổ từ từ vào chậu nước lớn, nitroglycerin chìm xuống đáy chậu. Tách ra và trung hòa dần bằng muối kiềm, như natri cacbonat.
Một cách nữa để điều chế nitroglycerin là trộn glycerin với axit sunfuric trước, hỗn hợp nóng lên và dược làm lạnh trước, đến đây thì có thể đổ nhanh axit nitric vào. Tuy nhiên, vẫn phải cẩn thận không dung dịch bắn ra. Cũng có thẻ trộn thêm glycerin thật chậm vào. Sau khi phản ứng nitrat hóa glycerin diễn ra, nitroglycerin nổi lên trên, phương pháp này điều chế được chất tinh khiết. Đợi có thể đến một ngày hay ít hơn, nhưng kéo dài thời gian ngâm có thể làm axit phân hủy hoặc kích nổ nitroglycerin, tuy sau này chỉ xảy ra ở các mẻ lớn. Nếu có màu sữa thì chỉ có thể là nước, từ điểm đó lên trên. Phương pháp này dùng từ thời Alfred Nobel, nhưng không phải của ông.

## Sản xuất
Sản xuất công nghiệp thường thường sử dụng hỗn hợp gần 50:50 hai axit sulfuric và axit nitric. Hỗn hợp này có thể có được khi trộn axit sunfuric nguyên chất vào axit nitric đang bay hơi đỏ (axit nitric đang để thoát oxit nitơ của nó, rất nguyên chất đắt đỏ). Một phương pháp trộn nữa rẻ hơn là dùng oleum (axit sulfuric hòa tan Trioxit lưu huỳnh) và axit nitric 70%. Axit sulfuric chiếm một nhóm của axit nitric, làm axit hoạt động, kết hợp với nguyên tử oxy của glycerin tạo ra este và nước. Một cách giải thích nữa là phản ứng giữa ion nitro với một điện tử trong phân tử vòng.
Trong công nghiệp, người ta dựa vào sự tỏa nhiệt của phản ứng để điều chỉnh. Glycerin trộn vào axit chứ không ngược lại. Glycerin thêm vào hỗn hợp trong một lò phản ứng hóa học, được thiết kế chuyên dùng có các phản ứng nitrat hóa. Khi nhiệt độ tăng cao, các chất phụ gia đi kèm tăng tốc phản ứng phá hủy cấu trúc axít, tạo ra khói nâu độc oxít nitơ, điều này làm các sản phẩm phản ứng xáo trộn. Glycerin trộn vào chậm hơn, lò phả ứng được làm mát nước hoặc một số lò bằng Glycerin 22 °C còn lại, thấp hơn nhiều nhiệt độ mà phản ứng este hóa xảy ra quá chậm so với cần thiết. Buồng nitrat hóa thường làm bằng sắt hay chì, chịu áp cao và nhiệt. Đáy buồng nitrat hóa có một cửa an toàn, ống nối đi qua một bể lớn chưa nước rất lạnh, hỗn hợp phản ứng (còn gọi là liều nạp như thuốc nổ cho vào súng), đi qua đây ngăn ngừa nổ, giảm tốc độ phản ứng. Khi nhiệt độ khoảng 10 °C (thay đổi theo từng nước) hoặc có khói nâu ở trên lỗ thông, cửa tự mở xuống ngay lập tức. Bởi vì rất nguy hiểm, nên các lò phản ứng thường được điều khiển từ xa hoặc ngoài biển.

## Sản xuất nitroglycerin trong chiến tranh
Một lượng lớn Nitroglycerin đã được sản xuất trong cả hai lần đại chiến thế giới cho và được sử dụng làm chất nổ đẩy đạn.

### Chiến tranh thế giới I
Trong CTTGI, nhà máy HM, Gretna, nhà máy sản xuất thuốc nổ đẩy lớn nhất ở Anh Quốc cho ra 800 tấn Cordite RBD mỗi tuần. Tức mỗi tuần cần cung cấp cho nhà máy này 336 tấn Nitroglycerin (giả sử không có hao hụt trong sản xuất). Hải quân hoàng gia Anh cũng có một nhà máy riêng ở nhà máy Cordite Hải Quân Hoàng Gia, Holton Heath.
Có nhiều nhà máy sản xuất Cordite cũng được xây dựng ở Canada trong CTTGI. Nhà máy Thuốc Nổ Cordite Canada TNHH ở Nobel, Ontario được thiết kế để sản xuất 1.500.000 lb (681 tấn) Cordite mỗi tháng, đồng nghĩa với tiêu thụ 286 tấn Nitroglycerin.

## Dùng làmdược phẩm
Trong ngành dược, nitroglycerin dùng làm thuốc tim với tên thuốc gốc glycerin trinitrat và các tên biệt dược Nitrospan®, Nitrostat®, Tridil®. Nó sử dụng là thuốc chống đau ngực, tắc thở, các bệnh liên quan đến vành tim. Thuốc được chế dưới dạng thuốc viên, thuốc mỡ, các dạng dùng trên đường đi (Transderm Nitro®, Nitro-Dur®), dạng thuốc xịt (Nitrolingual Pump Spray®, Natispray®).Nitroglycerin mở rộng mạch máu, tạo những hiệu quả chính:
- Dừng cơn đau ngực
- Giảm huyết áp
- Tăng nhịp tim
- Chữa ngất hoặc choáng.

Hiệu quả của nitroglycerin được tạo ra bởi một cơ chế chưa được biết rõ, thuốc này tạo thành oxide nitric NO, chất này là chất làm dãn mạch máu tự nhiên. Gần đây phổ biến sử dụng thuốc cho một mục đích mới, dùng lượng nhỏ (0.2%) trong thuốc mỡ chữa bệnh trĩ.
Một phát triển gần đây cho một lượng nhỏ chất này vào loại bao cao su mới của Durex để kích thích sự cương cứng trong khi giao hợp. "Bao cao su CSD500 chứa một chất hóa học trên núm vú, gọi là glyceryl trinitrate (GTN), nó được hấp thụ bởi da và làm mạch máu mở rộng". Thông thường, chất này vẫn được dùng chữa vết cắn nhện nâu độc, làm tiêu nọc độc, nhưng những nghiên cứu cho thấy lợi ích không nhiều mà có thể làm tăng viêm.
Hiếm khi sử dụng liều cao Nitroglycerin vì sinh ra chứng nhức đầu "NG head". Chứng nhức đầu dữ đến mức làm một số người mất năng lực. Tuy nhiên, con người tăng khả năng chịu nitrôglyxêrin và nghiện chất này sau một kỳ dùng thuốc dài. Dừng thuốc trở nên nguy hiểm với các triệu chứng đau đầu và các vấn đề tim. Dùng lại Nitroglycerin các triệu chứng có thể dừng. Với các công nhân làm việc với Nitroglycerin xuất hiện hội chứng "đau đầu ngày thứ hai". Hiện tượng xảy ra do các công nhân thường xuyên tiếp xúc Nitroglycerin trong công việc, qua cuối tuần họ gặp hội chứng dừng thuốc, nó giảm khi tiếp xúc với thuốc ngày làm việc tiếp theo.